# Yvette Herrell

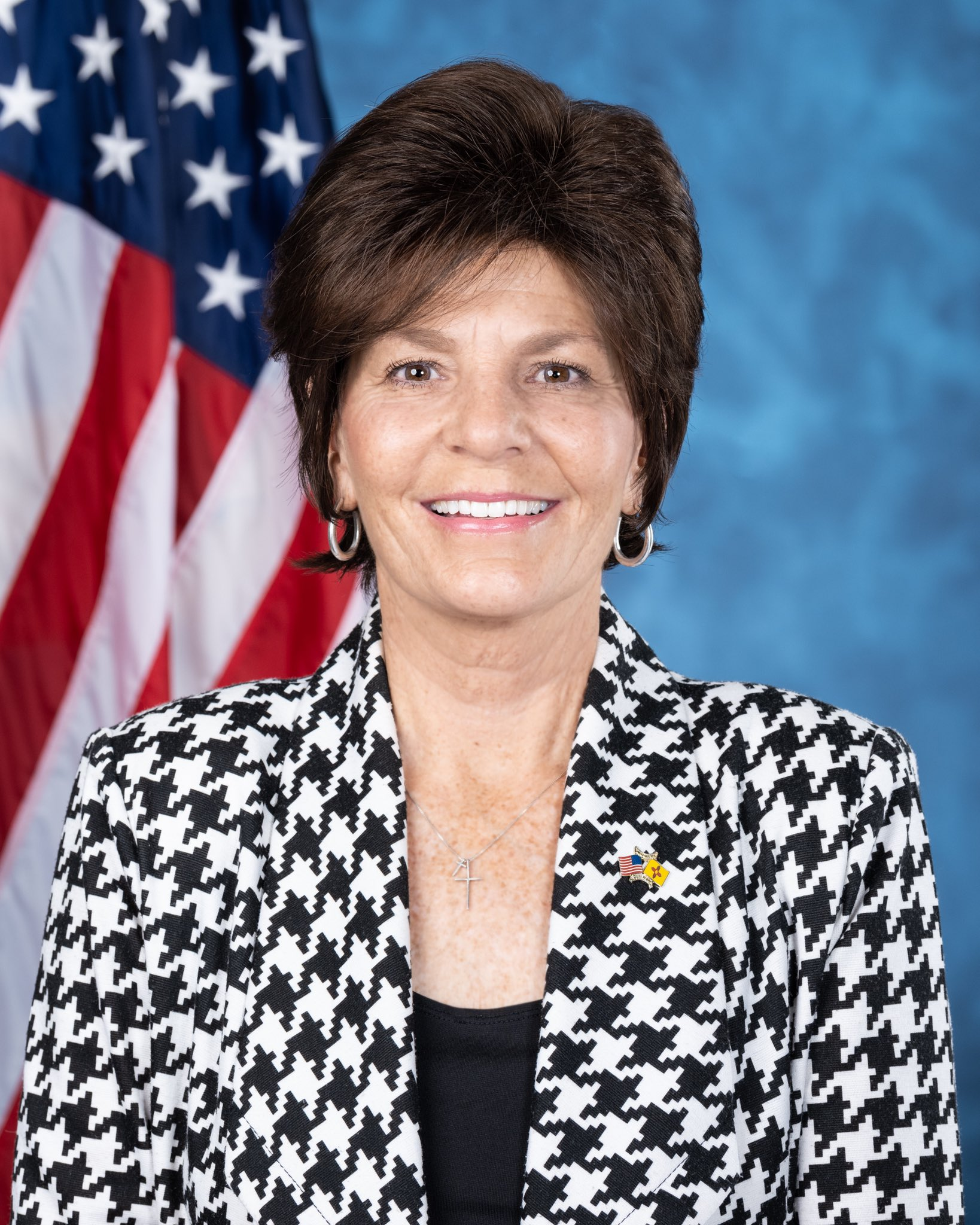
Yvette Herrell

Stella Yvette Herrell (* 16. März 1964 in Ruidoso, Lincoln County, New Mexico) ist eine US-amerikanische Politikerin der Republikanischen Partei. Von 2021 bis 2023 vertrat sie den zweiten Distrikt des Bundesstaats New Mexico im US-Repräsentantenhaus.

## Leben
Yvette Herrell ist Mitglied der Cherokee Nation. Sie wurde an der Cloudcroft High School in Cloudcroft und an der ITT School of Business in Boise unterrichtet und schloss mit einem Associate of Arts (A.A.) ab. Sie arbeitete als Maklerin und als Unternehmensbesitzerin.
Von 2011 bis 2019 saß Herrell als Abgeordnete im Repräsentantenhaus von New Mexico. Bei den Kongresswahlen des Jahres 2018 wurde Herrell im zweiten Wahlbezirk von New Mexico von der Demokratin Xochitl Torres Small, die 50,9 % der Stimmen errang, besiegt. Bei der Kongresswahl 2020 gewann sie mit 53,7 % der Stimmen gegen Torres Small. Ihre Amtszeit begann am 3. Januar 2021. Ihre aktuelle, insgesamt zweite Legislaturperiode im Repräsentantenhaus des 117. Kongresses läuft noch bis zum 3. Januar 2023.
Die Primary (Vorwahl) ihrer Partei für die Wahlen 2022 konnte sie ohne Gegenkandidat gewinnen, doch verlor sie am 8. November 2022 gegen Gabe Vasquez von der Demokratischen Partei, der am 3. Januar 2023 ihr Amt übernahm.

## Ausschüsse
Sie ist aktuell Mitglied in folgenden Ausschüssen des Repräsentantenhauses:
- Committee on Natural Resources
  - Energy and Mineral Resources
  - National Parks, Forests, and Public Lands
- Committee on Oversight and Reform
  - Environment
  - Government Operations